# Fonamentació de la metafísica dels costums
La Fonamentació de la metafísica dels costums (en alemany: Grundlegung zur Metaphysik der Sitten), és el primer dels treballs de maduresa d'Immanuel Kant en filosofia moral publicat el 1785 essent un dels més influents en el seu àmbit d'estudi.
Kant concep la seva investigació com un treball d'ètiques fonamentals que obre el camí per a futures investigacions a l'explicar els conceptes centrals i els principis d'una teoria moral, mostrant que aquests són normatius per a agents racionals. Kant aspira a revelar els principis fonamentals de la moralitat i mostrar que són aplicables per nosaltres. En el text, Kant argumenta que una acció moral està determinada pel caràcter del principi pel qual una persona decideix actuar, és a dir, un principi estrictament pur o a priori (sense continguts empírics o a posteriori). Per aquesta raó, l'ètica kantiana pren una postura contrària a les teories teleològiques morals que dominaven la filosofia moral en l'època que escrivia.
En aquesta obra Kant busca desenvolupar el sistema de tota la moralitat, podent-se considerar com l'«edifici de la moralitat». La base de l'obra és aconseguir l'estudi de la moralitat pura, deixant de banda qualsevol principi empíric i assentant la moralitat en la bona voluntat, que seria l'únic principi autònom i sense restriccions, ja que remet a la llei moral que dicta la raó pura pràctica.

## Estructura del llibre
- Prefaci
- Primer capítol. Trànsit del coneixement moral vulgar de la raó al coneixement filosòfic
- Segon capítol. Trànsit de la filosofia moral popular a la metafísica dels costums
- Tercer capítol. Últim pas de la metafísica dels costums a la crítica de la raó pura pràctica

El llibre està dividit en un prefaci seguit per tres seccions. L'argument de Kant parteix des del raonament comú fins a la llei suprema incondicional a fi d'identificar la seva existència. Tanmateix, treballa a la inversa des d'aquest punt per a provar la rellevància i el pes de la llei moral. La tercera i última secció del llibre és cèlebrement densa i és el motiu perquè, el 1788, Kant decidí publicar la Crítica de la raó pràctica.

## Traducció al català
- Kant, Immanuel. Fonamentació de la metafísica dels costums. Barcelona: Labutxaca, 2009. ISBN 978-84-9930-003-0.